# Juan Flores
Juan Angel Flores Ascencio (ur. 25 lutego 1976 w Limie) – peruwiański piłkarz występujący na pozycji bramkarza. Zawodnik klubu León de Huánuco.

## Kariera klubowa
Flores zawodową karierę rozpoczynał w 1996 roku w zespole Ciclista Lima. W 1997 roku odszedł do Sport Boys. Jego barwy reprezentował z kolei przez 2 sezony. W 1999 roku trafił do Universitario de Deportes. W latach 1999–2000 dwukrotnie zdobył z nim mistrzostwo Peru. W trakcie sezonu 2001 odszedł do Estudiantes de Medicina. Grał tam do końca tamtego sezonu. W 2002 roku przeszedł do ekipy Juan Aurich. Spędził tam jeden sezon.
W 2003 roku Flores wrócił do Universitario de Deportes. Tym razem występował tam przez 4 sezony. W 2007 roku przeszedł do Cienciano. Po 1,5 sezonu spędzonym w tym kubie, odszedł do Atlético Minero Matucana. Następnie grał w Totalu Chalaco. W 2010 roku trafił do León de Huánuco. Zadebiutował tam 14 lutego 2010 roku w wygranym 1:0 pojedynku rozgrywek Primera División Peruana z Alianzą Lima.

## Kariera reprezentacyjna
W 1997 roku Flores został powołany do reprezentacji Peru na Copa América. Na tamtym turnieju, zakończonym przez Peru na 4. miejscu, nie zagrał ani razu. W drużynie narodowej zadebiutował 17 lutego 1999 roku w wygranym 2:1 towarzyskim meczu z Ekwadorem. W 2007 roku ponownie znalazł się w zespole na Copa América. Z tamtego turnieju Peru odpadło w ćwierćfinale, a Flores nie rozegrał na nim żadnego spotkania. W latach 1999–2007 w kadrze zagrał 6 razy.